# Zuidoost-Duits voetbalkampioenschap 1927/28
In 1927/28 werd het zeventiende voetbalkampioenschap gespeeld dat georganiseerd werd door de Zuidoost-Duitse voetbalbond. Breslauer SC 08 werd kampioen en plaatste zich voor de eindronde om de Duitse landstitel. De club verloor in de eerste ronde van VfB Königsberg. Breslauer Sportfreunde was als vicekampioen ook geplaatst en verloor van Hertha BSC.

## Deelnemers aan de eindronde
| Club                              | Gekwalificeerd als              |
| --------------------------------- | ------------------------------- |
| SV Waldenburg 1909                | Kampioen van Bergland           |
| Breslauer SC 08                   | Kampioen van Midden-Silezië     |
| Brandenburg Cottbus               | Kampioen van Neder-Lausitz      |
| VfB Liegnitz                      | Kampioen van Neder-Silezië      |
| SV Gelb-Weiß Görlitz              | Kampioen van Opper-Lausitz      |
| Preußen Hindenburg                | Kampioen van Opper-Silezië      |
| Cottbuser FV 1898                 | Bekerwinnaar Zuidoost-Duitsland |
| Vereinigte Breslauer Sportfreunde | Vicekampioen Breslau            |

## Eindronde
| Plaats | Club                              | Wed. | W | G | V | Saldo | Ptn. |
| ------ | --------------------------------- | ---- | - | - | - | ----- | ---- |
| 1.     | Breslauer SC 08                   | 7    | 6 | 0 | 1 | 31:12 | 12:2 |
| 2.     | Vereinigte Breslauer Sportfreunde | 7    | 5 | 0 | 2 | 34:9  | 10:4 |
| 3.     | Preußen Hindenburg                | 7    | 4 | 1 | 2 | 30:13 | 9:5  |
| 4.     | Brandenburg Cottbus               | 7    | 4 | 1 | 2 | 23:12 | 9:5  |
| 5.     | Cottbuser FV 1898                 | 7    | 3 | 1 | 3 | 19:20 | 7:7  |
| 6.     | VfB Liegnitz                      | 7    | 3 | 0 | 4 | 9:19  | 6:8  |
| 7.     | SV Waldenburg 1909                | 7    | 1 | 1 | 5 | 4:27  | 3:11 |
| 8.     | SV Gelb-Weiß Görlitz              | 7    | 0 | 0 | 7 | 8:46  | 0:14 |

|  | Kampioen, geplaatst voor de nationale eindronde     |
|  | Vicekampioen, geplaatst voor de nationale eindronde |